# Кзил-Жарський кар'єр
Кзил-Жарський кар'єр – гірничодобувне підприємство у Костанайській області Казахстану, створене для розробки однойменного родовища вапняків.
Вперше геолого-розвідувальні роботи на Кзил-Жарському родовищі провели в 1947 році, після чого дорозвідали його в другій половині 1950-х. Станом на середину 1970-х тут вже діяв невеликий кар’єр, який постачав сировину для виробництва вапна тресту «Соколоврудстрой» (займався будівництвом об’єктів Соколовсько-Сарбайського гірничозбагачувального комбінату).
Станом на 2003 рік глибина кар’єру досягнула 41 метр при проектній 93 метра, при цьому запаси в його контурі оцінювались у 20,3 млн тон. Видобуток за 2022 рік склав 561 тисяча тон, а головним споживачем виступало Соколовсько-Сарбайське гірничо-збагачувальне виробниче об’єднання, де вапняк використовували при виробництві котунів.
Станом на початок 2014-го загальні запаси родовища оцінювались у понад 200 млн тон, з яких у контурі кар’єру знаходилось 15,7 млн тон.
У відповідності до поданого на початку 2020-х проекту подальшої розробки родовища, в період між 2022 та 2040 роками очікували зростання видобутку з 192 до 442 тисяч тон.